# مگس بندباز (فیلم)
مگس بندباز (انگلیسی: The Acrobatic Fly) فیلمی در ژانر مستند به کارگردانی اف. پرسی اسمیت است که در سال ۱۹۱۰ منتشر شد.